# Port Molyneux
Port Molyneux est un petit village situé sur la côte de South Otago, dans le sud de l’ Île du Sud de la Nouvelle-Zélande, tout près de la pointe la plus au nord-est de la région des The Catlins. 

## Activité
Ce fut un port vivant dans les premières années de la colonisation européenne de la Nouvelle-Zélande mais maintenant il n'est plus entouré que de terres agricoles.

## Situation
Le village est  localisé à  équidistance entre la pointe de Kaka et l’embouchure du fleuve Clutha / Mata-Au , alors qu'à l’origine, il était situé directement sur l’embouchure du fleuve.

## Histoire
Le port prit le nom de « Molyneux Harbour » (donné dit'on, par le capitaine James Cook) en 1774.
Il y a quelques suggestions que le nom de Molyneux fut en réalité utilisé par Cook avec l’intention de désigner plusieurs criques différentes mais il fut donné accidentellement  à l’embouchure du fleuve « Clutha / Mata-Au », qui lui-même devint connu , sous le nom de « Molyneux River ».
En 1838 ou 1839, ceci devint la site d’une station de chasse à la baleine  avec les premiers colons européens permanents  qui furent : George Willsher et Thomas Russell, qui arrivèrent en 1840.
La croissance de la colonie dans ce secteur commença largement après l’achat des terres en 1844 sous forme du bloc d’Otago (en) au peuple Māori local
L’extraction du charbon au niveau des mines à proximité dans le secteur de la ville de Kaitangata à partir de 1850 et la découverte d’or dans l’intérieur du pays au niveau de  Gabriel's Gully (conduisant à la ruée vers l’or d’Otago de 1861 à 63) entraîna une augmentation des besoins du commerce et donc du transport maritime. 
Port Molyneux était à l’évidence une destination essentielle, même si ce n’était  pas un mouillage particulairement bon car il était localisé tout près du grand centre d’échange régional qu’était la cité de Balclutha, située à environ 15 kilomètres en amont du fleuve. 
La ville continua à prospérer jusqu’aux évenements de la fin des années 1870, qui entraînèrent le déplacement ses forces vives, vers l'intérieur du pays.
D’abord, une inondation majeur survenue à la fin de l’année 1878 transportant de la boue en aval dans le fleuve « Clutha / Mata-Au » et chargeant ainsi le cour de la rivière avec de nouvelles avancées dans l’océan Pacifique, qui furent ainsi créés plus loin au-delà de la côte (par rapport à son embouchure actuelle). Le site en dehors de Port Molyneux s’envasa, privant la ville du trafic d’aval du fleuve.
Moins de 6 mois plus tard, un second désastre pour la ville survint avec les conséquences humaines de l’explosion au niveau de la mine de charbon de Kaitangata (en), qui tua 34 mineurs.
L’accumulation de ces évènements en 1879 , montra aussi l’intérêt de l’ouverture d’une ligne de chemin de fer reliant la cité de Balclutha avec la capitale provinciale qui est  Dunedin, rendant plus aisé les transports de marchandises et de passagers en direction de la cité au détriment de son port

## Autrefois
Dans son  apogée, la rue principale de la ville, nommée Pendennis Street (maintenant : Port Molyneux Road), conduisait à un octogone en position centrale. 
Le centre commercial de la ville comprenait  deux magasins généraux , un quincailler, un boucher, un peintre, un  cordonnier, un hôtel, un charpentier, un bureau des douanes, et une scierie. 
Il y avait aussi une station de police et une  Cellule de prison, une école et une église.

## Aujourd’hui
Dès lors presque rien ne persiste de la ville telle qu’elle était lors de sa splendeur.
Aujourd’hui, tout ce qui reste de la ville est un ou deux bâtiments en ruine à l’intérieur par rapport à la zone du marais côtier.
L’église fut déplacée de 4 kilomètres vers le sud et devint ainsi l’église de « Kaka Point ».